# ウッコスリーガ
ウッコスリーガ（フィンランド語: Ykkösliiga、スウェーデン語: Liga Ettan）は、フィンランドのサッカーリーグである。同国の2部リーグに相当する。また、リーグカップとしてプレシーズンにウッコスリーガクプが存在する。

## 歴史
フィンランド2部のサッカーリーグとしては1936年にスオメンサルヤが設立されたのが始まりである。それ以前は1930年から1935年にかけて行われていたメスタルウサールヤ参戦プレーオフが2部に相当していた。1969年秋の改組でスオメンサルヤはカッコネンとなり、地域リーグとなった。1973年に2部は全国リーグ化となり、I.ディヴィシオーナと改名した。1995年にウッコネンに改名した。
2022年7月に、フィンランドサッカー協会に新たに2部を設立する計画があると報じられた。8月末にはフィンランドサッカー協会が公式に、10チームから成る新たな全国リーグを設立する事を発表した。10月にウッコスリーガの名前が発表され、翌年のイッコネンの上位9チームとヴェイッカウスリーガ最下位チームの10チームで2024年から行う事が発表された。これに伴って、イッコネンは3部リーグに降格、それに従って3部以下のリーグもそれぞれ1部ずつ降格となった。
2024年4月13日に新リーグは開幕し、初代王者にはコトカン・トゥオヴァキ・パッロイリヤトが輝いた。

## 概要
4月開幕、10月閉幕の春秋制リーグである。試合数は27試合で、10チームがホーム・アンド・アウェーで18試合をこなし、その時点での上位5チームが残り9試合のうち5試合をホームゲームに、下位5チームが4試合をホームゲームを務める3周目を行う。1位はヴェイッカウスリーガに自動昇格、2位は昇格プレーオフに進む。最下位はウッコネンに自動降格、9位は残留プレーオフに進む。